# 滲碳氮化

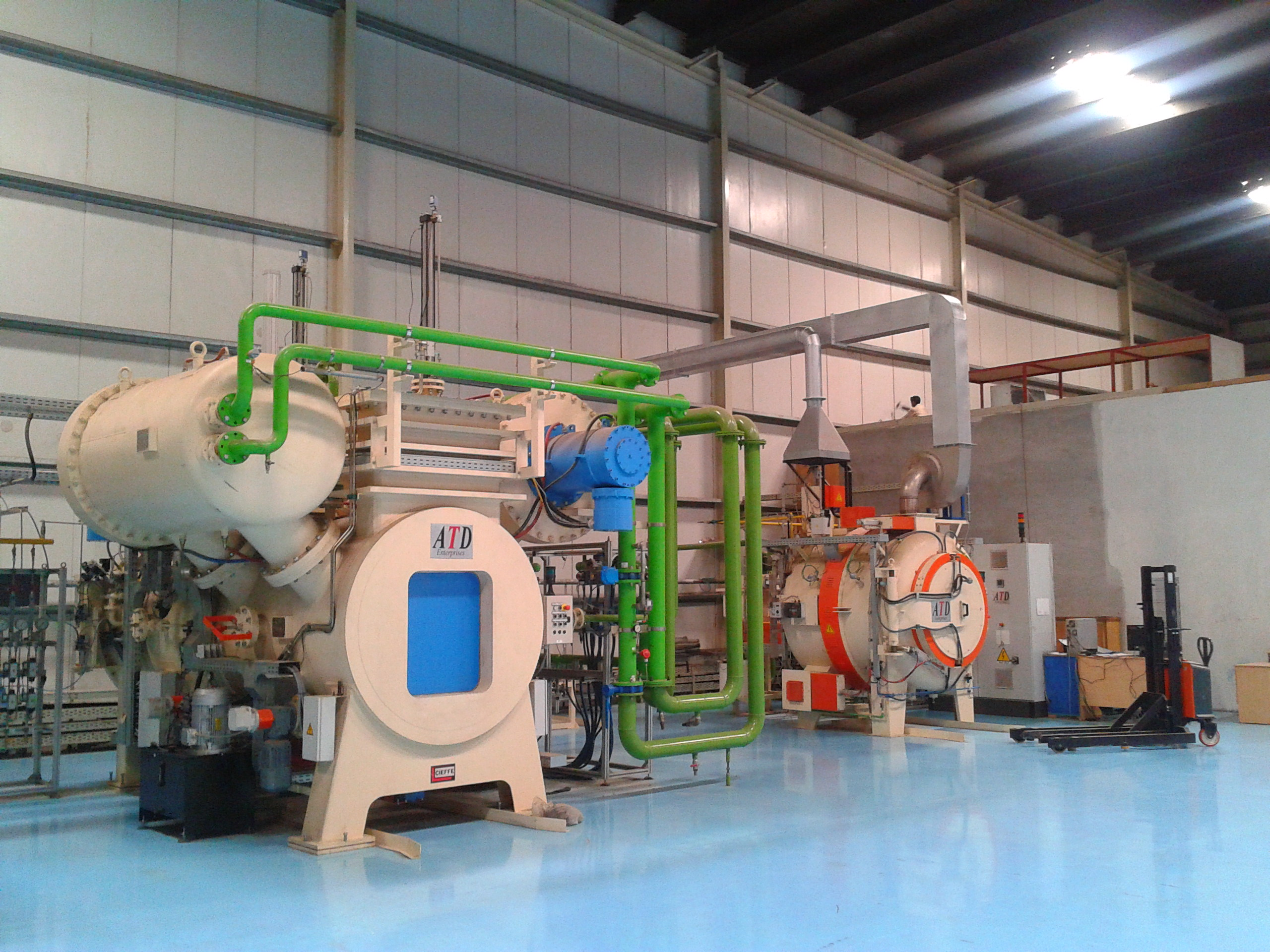
現代的滲氮、滲碳及滲碳氮化爐

滲碳氮化或碳氮共渗（Carbonitriding）是金屬加工中的表面改質技術，可以提高金屬表面硬度，減少損蝕。
在滲碳氮化過程中，會將碳原子及氮原子擴散到金屬晶格的間隙中，使晶格不容易滑移，增加表面的杨氏模量及硬度。滲碳氮化常用在便宜，容易加工的低碳鋼及中碳鋼，使其有一些價格及等級更高，不易加工的鋼之表面特性，滲碳氮化後的表面硬度從HRC 55到62不等。
在工業化時代之前的一些金屬表面硬化製程就不止使用高含碳的材料（例如木炭），也會使用一些高含氮的材料（例如尿素），因此傳統的表面硬化就已經是滲碳氮化。

## 製程
滲碳氮化類似气体滲碳，不過在滲碳氣體中加入氨以提供氮原子。工件的表面會吸收氮原子，和碳原子一起扩散到工件中。滲碳氮化的溫度（約850 °C / 1550 °F）略高於一般滲氮的溫度（約530 °C / 990 °F），但略低於滲碳溫度（約950 °C / 1700 °F），時間也較短。滲碳氮化比滲碳要經濟，而且可以減少淬火時的變形。其溫度較低，因此可以使用油淬火，甚至是配合保護氣體，進行氣體淬火。

## 滲碳氮化部位的特點
滲碳氮化會形成堅硬、抗磨的表面，厚度約0.07 mm至0.5 mm，其硬度會比滲碳表面要硬。滲碳氮化深度視應用而定，若深度越深，材料抗磨損的壽命會越長。滲碳氮化部位只會影響工件的最上層，不會另外沈積產生一層，因此不會明顯改變工件的尺寸。
滲碳氮化的最大深度一般會限制在0.75 mm，若深度超過此數量值，擴散需要的時間會太長，因此不經濟。若要限制氮的濃度，一般會比較傾向設定較短的製程時間，因為加氮比控制碳要困難。過多的氮會在工件上造成大量的殘餘奧氏體（retained austenite）及孔穴，是高硬度的工件不希望出現的特性。

## 優點
滲碳氮化比滲碳多了以下的優點：首先，在回火時抵抗軟化的能力較強，也可以增加疲勞強度及衝擊強度。也可以同時使用滲碳氮化及滲碳，讓材料較深部份有理想的材質，因此在實際的應用上也會有較好的性能。滲碳氮化特別適合於表面硬化性低的鋼，例如閥座。此製程一開始是以約900-955°C的溫度，滲碳加工到需要的深度（最多2.5mm），再進行滲碳氮化使表面有滲碳氮化的特性。工件之後會進行油淬火，工件表面的硬度會比滲碳要硬，而且加了滲碳氮層，可以增加殘餘應力，使得抗疲勞能力及強度梯度都可以提高。

## 應用
滲碳氮化常用在需要表面硬化的應用中，例如齿轮的齿、凸輪、軸、轴承、緊固件、大头针、液压机械的活塞桿、汽車的離合器、工具、模具及耕作工具。